# Adolf Greis

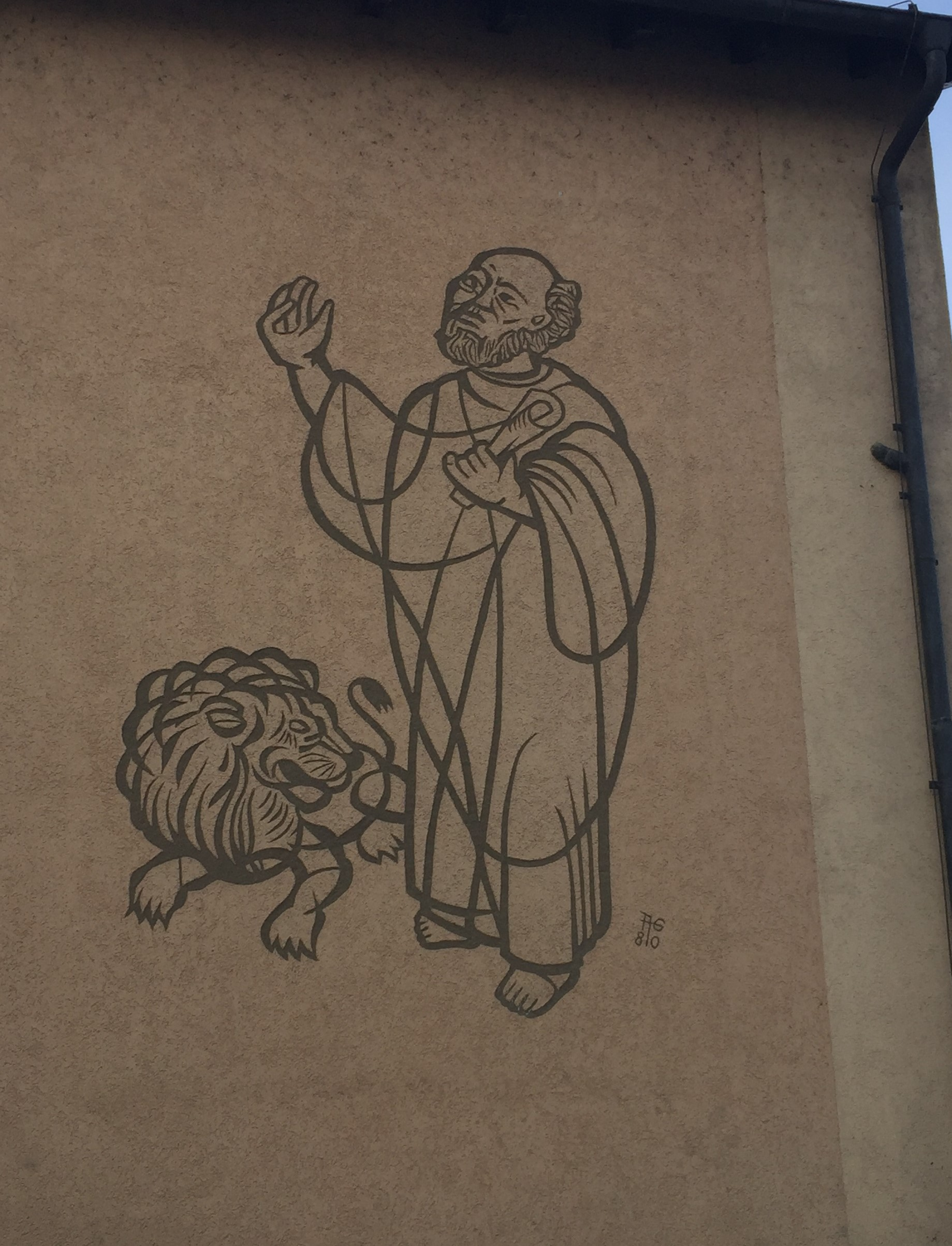
Der heilige Markus mit seiner Symbolfigur, dem Löwen von Adolf Greis auf der Insel Reichenau (Bodensee) als Sgraffito dargestellt.

Adolf Greis (* 12. Juli 1921 in Wollmatingen; † 9. Juli 2004 ebenda) war ein deutscher Kunstmaler.

## Leben
Adolf Greis absolvierte die Lehre als Dekorations- und Flachmaler bei seinem Vater. Nach dem Krieg nahm er eine Ausbildung bei der Konstanzer Kunstpädagogin Gerdrudis Endres, beim Kunstdozenten Professor Baumeister aus Kronach und beim Konstanzer Maler Sepp Biehler auf. Erste Ausstellung von Greis’ Gemälden, Skizzen, Zeichnungen und Aquarellen folgten. Ebenfalls arbeitete Adolf Greis mit mehreren internationalen Zirkussen zusammen. Adolf Greis wurde vor allem durch seine Mosaike und Sgraffiti bekannt. Vier Sgraffiti sind heute noch auf der Insel Reichenau zu sehen, u. a. eine Sonnenuhr nahe dem Reichenauer Münster, ein heiliger Pirmin der Markusstraße und in der Unteren Rheinstraße auf der Fassade eines Wohnhauses der Evangelist Markus. 1982 fertigte Greis für die Weltausstellung in Tokio eine Weltkugel mit drei Meter Durchmesser an.
Zu seinen bekanntesten Gemälden gehören Interpretationen der Beatles und der Rolling Stones, für die er eine von ihm selbst entwickelte Spritz-Modelliertechnik benutzte. Diese Gemälde aus der Frühzeit der Popkultur waren kurz vor seinem Tod im Münchner Stadtmuseum ausgestellt. Später entwickelte er dazu eine Lackgravurtechnik.
Vom 23. Juni bis 24. Juli 2022 findet in der Konstanzer Rathausgalerie eine Ausstellung unter dem Titel Ein Konstanzer Künstler – Leben und Werk von Adolf Greis statt. Dort werden die unterschiedlichsten Arbeiten von Adolf Greis gezeigt, u. a. Stillleben, Landschafts-Aquarelle, Sgraffiti, Skizzen, Ausschnitte von seinen bekannten Behängen und Zirkusmalerei, welche eine Leidenschaft Greis’ war.
Für seine Heimatstadt Konstanz engagierte er sich in vielerlei Hinsicht. So war er Mitbegründer der Konstanzer Kunstgilde und der Fasnachtszunft der Laugelegumper.  Greis hat fünf Kinder.
Das Grab von Adolf Greis befindet sich auf dem Wollmatinger Friedhof in seiner Heimatstadt Konstanz.